# Pio (nome)
Pio é um nome pontifício e prenome masculino da língua portuguesa, sua versão feminina é Pia. Este nome tem como seu primeiro portador importante, o imperador romano de 138 a 161, Augusto Antonino Pio.
Pio vem do latim Pius, e significa “piedoso”. Os seus registros como nome são primordiais na língua latina, porém foi registrado pela primeira vez como prenome através do Papa Pio I. Pio recebeu varias formas compostas (como Carlos Pio, Antônio Pio) na Itália e em Portugal, principalmente através da nobreza.
A sua forma feminina Pia (do latim Piae, “piedosa”), se tornou bastante popular através do prenome composto Maria Pia, também bastante utilizado pela nobreza.

## Pessoas notáveis

### Nobreza
- Antonino Pio

### Papas
- Papa Pio I
- Papa Pio II
- Papa Pio III
- Papa Pio IV
- Papa Pio V